# Lotus Emeya

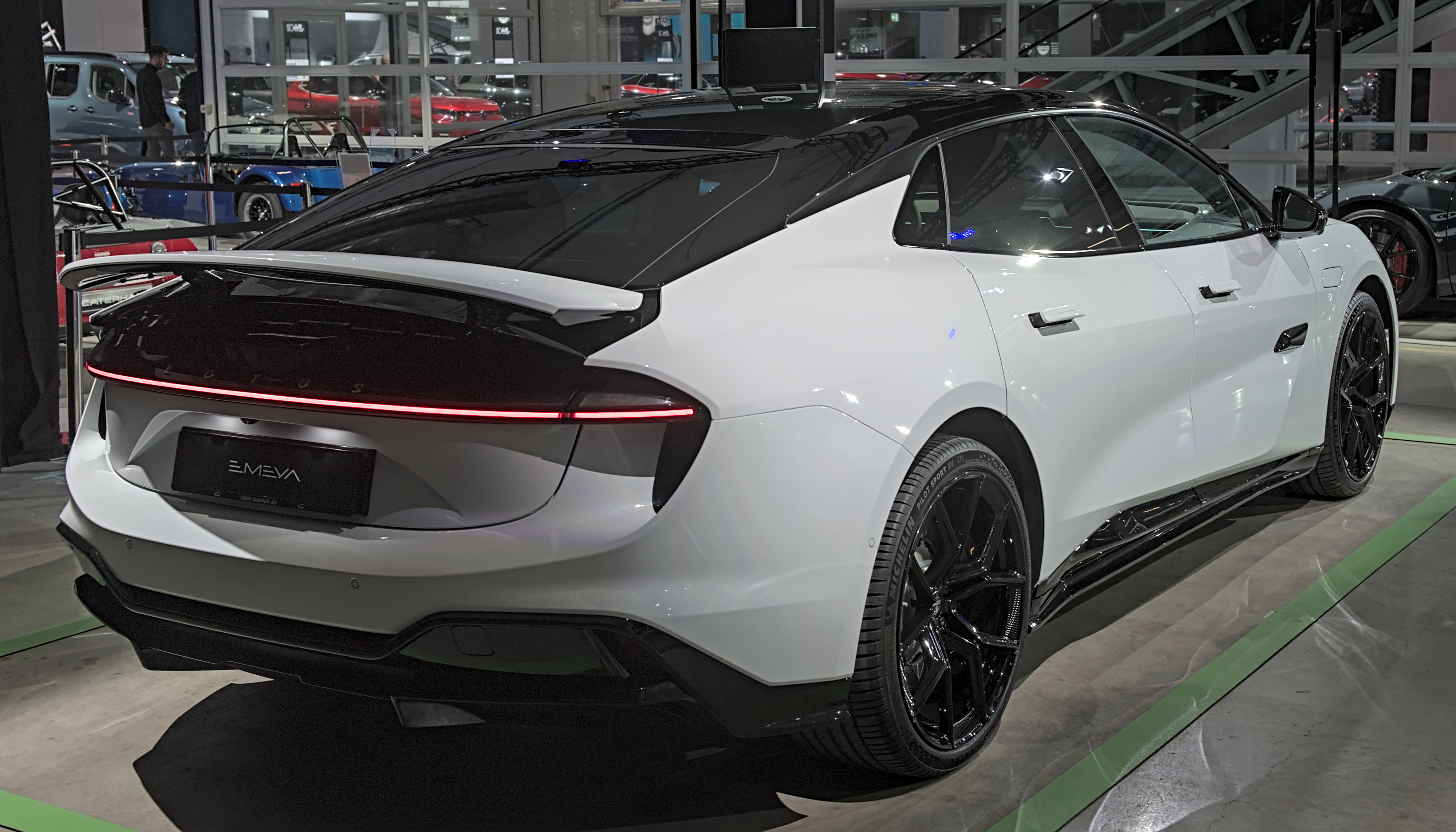
Heckansicht

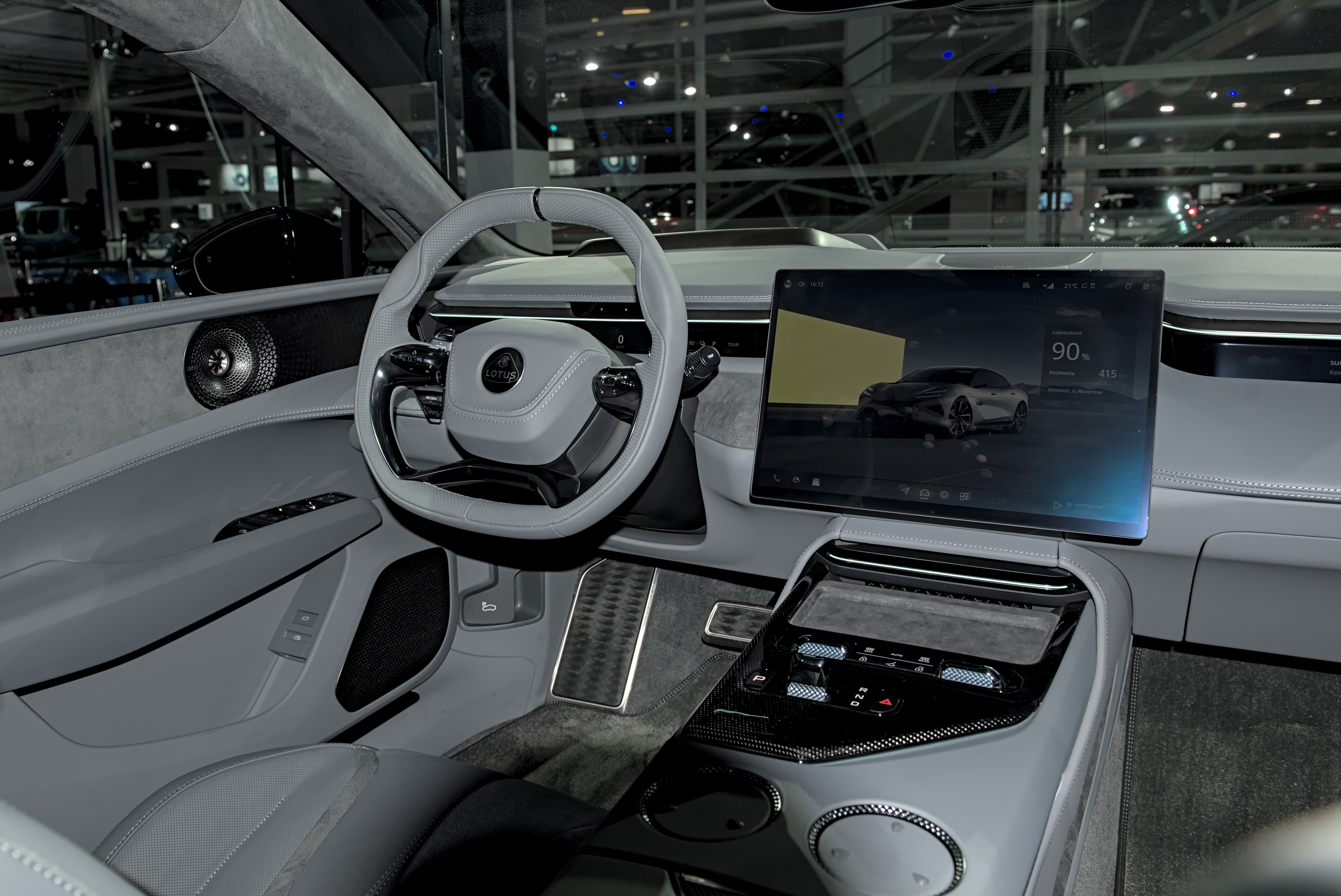
Innenansicht

Der Lotus Emeya ist ein batterieelektrisch angetriebener Sportwagen mit vier Türen und großer Heckklappe des britischen Automobilherstellers Lotus Cars. Er wird seit 2024 bei Wuhan Lotus Technology in China gebaut, parallel zum SUV Eletre auf derselben Electric-Premium-Architecture-Plattform.

## Geschichte
Vorgestellt wurde der Emeya am 7. September 2023 in New York als erste Lotus‑Limousine mit zwei Elektromotoren und Allradantrieb.

## Technik
Wie der Eletre wird der Emeya in zwei Leistungsstufen mit einem Elektromotor pro Achse angeboten. Die Basisversion leistet bis zu 450 kW (612 PS) und hat maximal 710 Nm Drehmoment. Die Höchstgeschwindigkeit beträgt 250 km/h, die Beschleunigungszeit von 0 auf 100 km/h 4,15 Sekunden. In Kombination mit dem 102-kWh-Akku soll eine Reichweite von bis zu 610 km erreicht werden. Grundsätzlich wird eine 800-V-Architektur verwendet. Die Ladeleistung beträgt maximal 350 kW mit Gleichstrom. Die stärkere Version leistet 675 kW (918 PS) und kann 985 Nm Drehmoment aufbringen. Die Beschleunigungszeit beträgt hier 2,78 Sekunden. Die Höchstgeschwindigkeit ist mit 256 km/h leicht erhöht. Die Reichweite bei gleichem Akku wird mit bis zu 485 km angegeben. Diese Version hat außerdem eine Allradlenkung und Wankstabilisierung.
Der Wagen hat eine Luftfederung.

## Technische Daten
|                                                | Emeya / Emeya S / Emeya 600 GT / Emeya 600 GT SE / Emeya 600 Sport SE | Emeya R / Emeya 900 Sport / Emeya 900 Carbon             |
| ---------------------------------------------- | --------------------------------------------------------------------- | -------------------------------------------------------- |
| Bauzeitraum                                    | seit 2024                                                             | seit 2024                                                |
| Motorkenndaten                                 |                                                                       |                                                          |
| Motortyp                                       | permanentmagneterregte Synchronmaschine vorne und hinten              | permanentmagneterregte Synchronmaschine vorne und hinten |
| Leistung, Vorderachse, Peak                    | 225 kW (306 PS)                                                       | 338 kW (459 PS)                                          |
| Leistung, Hinterachse, Peak                    | 225 kW (306 PS)                                                       | 338 kW (459 PS)                                          |
| max. Systemleistung                            | 450 kW (612 PS)                                                       | 675 kW (918 PS)                                          |
| max. Drehmoment                                | 710 Nm                                                                | 985 Nm                                                   |
| Kraftübertragung                               |                                                                       |                                                          |
| Antrieb                                        | Allradantrieb                                                         | Allradantrieb                                            |
| Getriebe                                       | 1-Gang-Getriebe                                                       | 2-Gang-Getriebe                                          |
| Antriebsbatterie                               |                                                                       |                                                          |
| Energieinhalt                                  | 102 kWh                                                               | 102 kWh                                                  |
| Messwerte                                      |                                                                       |                                                          |
| Leergewicht                                    | –                                                                     | –                                                        |
| Höchstgeschwindigkeit                          | 250 km/h                                                              | 256 km/h                                                 |
| Beschleunigung, 0–100 km/h                     | 4,15 s                                                                | 2,78 s                                                   |
| Energieverbrauch auf 100 km (WLTP, kombiniert) | k. A.                                                                 | k. A.                                                    |
| Reichweite nach WLTP                           | bis zu 610 km                                                         | bis zu 485 km                                            |